# Lilian Rolfe

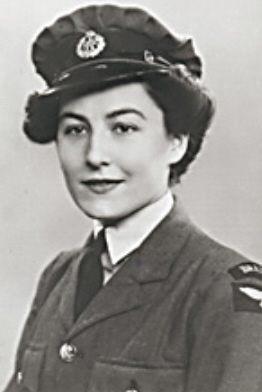
Lilian Rolfe in WAAF-Uniform

Lilian Vera Rolfe (* 26. April 1914 in Paris; † 5. Februar 1945 im Konzentrationslager Ravensbrück) war eine Agentin der britischen nachrichtendienstlichen Spezialeinheit Special Operations Executive (SOE).

## Leben
Lilian Vera Rolfe und ihre Zwillingsschwester Helen Fedora Rolfe waren die Töchter von George Samuel Blackburn Rolfe, einem britischen Wirtschaftsprüfer, der lange Jahre in Paris lebte und arbeitete. Obwohl die Mädchen in Paris aufwuchsen, waren sie häufig bei ihren Großeltern in London zu Besuch. 1930 zog die Familie aus beruflichen Gründen nach Brasilien, wo der Vater eine neue Tätigkeit gefunden hatte. Die Töchter schlossen in Brasilien die Schule ab.
Bei Ausbruch des Zweiten Weltkriegs war Lilian Rolfe am britischen Konsulat in Rio de Janeiro tätig, ging aber bald nach London, wo sie 1943 der Women’s Auxiliary Air Force (WAAF) beitrat. Aufgrund ihrer guten französischen Sprachkenntnisse wurde sie am 26. November 1943 von SOE für die Sektion „F“ angeworben, um die französische Résistance zu unterstützen. Unter dem Tarnnamen „Nadine“ wurde Rolfe zur Funkerin ausgebildet. Vermutlich landete sie in der Nacht zum 6. April 1944 mit dem Fallschirm und gefälschten französischen Papieren auf den Namen „Claude Irène Rodier“ in der Nähe von Chartres oder auch Tours. Für den britischen Agentenring „Historian“ unter der Leitung von George Alfred „Teddy“ Wilkinson stand sie von Anfang Juni bis Ende Juli in fast täglichem Funkkontakt mit London. Oft musste sie ihren Sendeplatz wechseln, um von den deutschen Funkmesswagen nicht aufgefunden zu werden. Sie soll auch auf der Seite der Résistance an einem Feuergefecht im südlich von Orléans gelegenen Dorf Olivet beteiligt gewesen sein.
Am 31. Juli wurde sie in Nargis (Loiret) entdeckt, von der Gestapo festgenommen, verhört und gefoltert. Schließlich wurde sie im Pariser Gefängnis Fresnes inhaftiert. Zusammen mit den SOE-Agentinnen Denise Bloch und Violette Szabó, ebenfalls Häftlinge in Fresnes, wurde sie am 8. August 1944 in das sogenannte „Gestapo-Lager“ Neue Bremm bei Saarbrücken deportiert. Kurz darauf wurden die Frauen in das Lager Torgau, ein Außenlager des Konzentrationslagers Ravensbrück, gebracht. Im Winter 1944/45 mussten sie in einem weiteren Außenlager, dem brandenburgischen Königsberg, bei bitterer Kälte Baumstümpfe roden, um ein Flugfeld vorzubereiten. Schon schwer erkrankt, wurde Rolfe mit ihren beiden Gefährtinnen im Januar 1945 wieder im Hauptlager Ravensbrück im Strafblock inhaftiert. Eines Abends, vermutlich am 5. Februar 1945, wurden sie auf Befehl des Lagerkommandanten Fritz Suhren im Hof neben dem Krematorium mit Genickschüssen getötet. Ihre Leichen wurden verbrannt.
In Großbritannien wird Lilian Rolfe als Offizier der Royal Air Force auf einer Gedenktafel des Runnymede Memorial in Surrey, England geehrt. Das „Lilian Rolfe House“ in Lambeth wurde zu ihrer Erinnerung eingerichtet. Die französische Regierung verlieh ihr posthum das Croix de guerre, und in Montargis im Département Loiret, wo sie während des Krieges gearbeitet hatte, wurde eine Straße nach ihr benannt. Als eine von 91 Männern und 13 Frauen, die im Dienst von SOE für die Freiheit Frankreichs starben, wird sie auf dem SOE-Mahnmal in Valençay im Département Indre gewürdigt.